# ハイチの歴史
| イスパニョーラ島（1806-1808） |  | イスパニョーラ島（1808-1820） |
| イスパニョーラ島（1806-1808） |  | イスパニョーラ島（1808-1820） |

この記事では、ハイチの歴史について解説する。

## 先コロンブス期

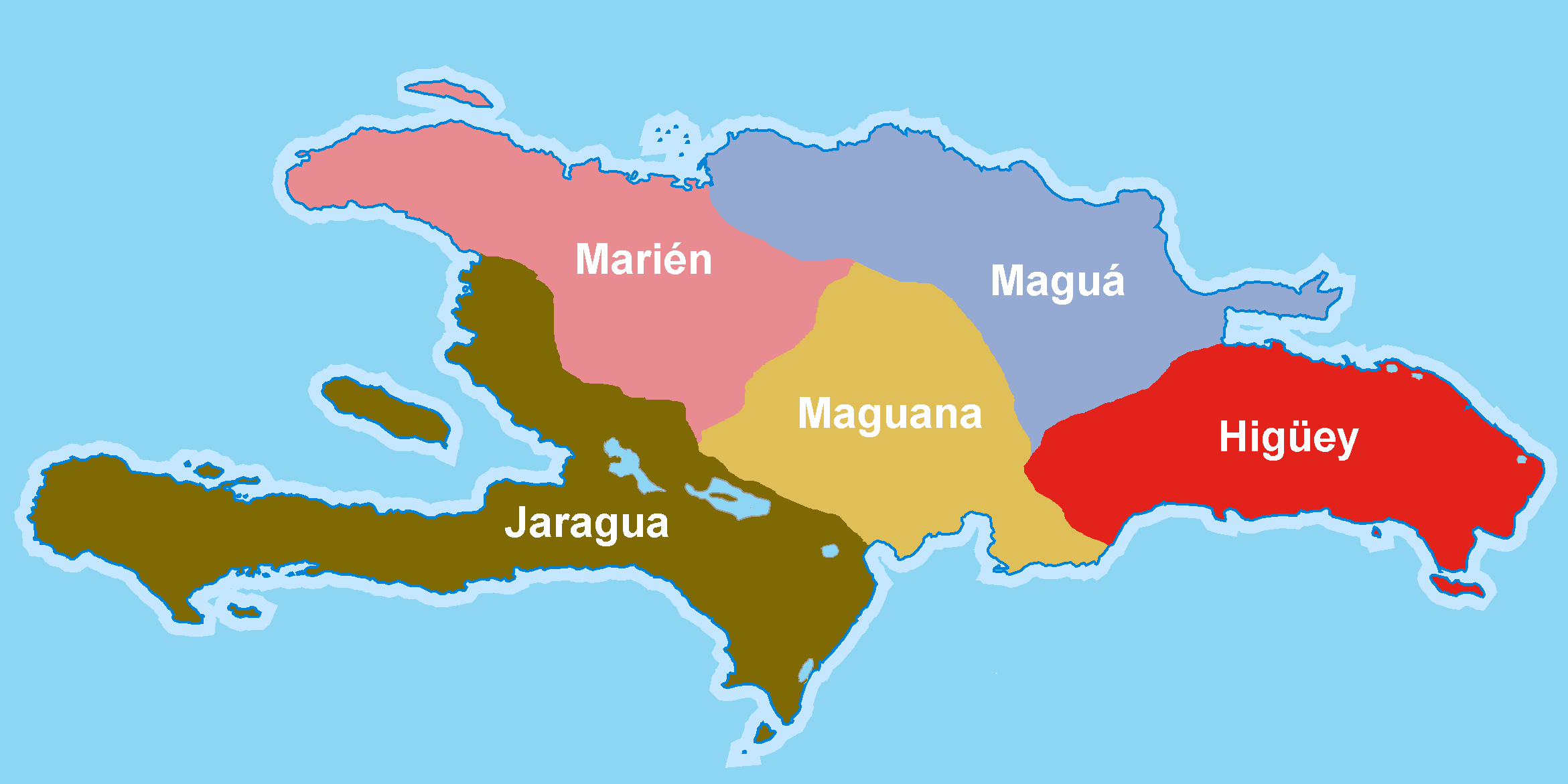
Chiefdoms of Hispaniola

紀元前4000年から1000年までの間にインディアンのアラワク人（タイノ人）が南アメリカ大陸のギアナ地方から移住してきた。タイノ人は島をアイティ（Haiti）、ボイオ（Bohio）、キスケージャ（Quesquiya）と呼び、島は五つのカシーケ（酋長）の指導する部族集団に分かれていた。ヨーロッパ人の征服によりアラワク人は消え去った。征服時にいたインディアンの数は、イスパニョーラ島の全てを併せるとおよそ100万人から300万人程だろうと推測されている。

## 植民地時代
1492年にクリストファー・コロンブスがイスパニョーラ島を「発見」した|とき、この島にはアラワク人（タイノ人）が住んでいたが、それから四半世紀のうちにスペインの入植者によって絶滅させられた。金鉱山が発見され、インディアンのカリブ人が奴隷として使役され、疫病と過酷な労働で次々と死んでいった。その後、スペインは主に西アフリカの黒人奴隷を使って主に島の東部を中心に植民地サント・ドミンゴ総督領の経営をした。島の西部をフランスが1659年以降徐々に占領していったが、衰退の一途を辿るスペインにはそれを追い払う余力はなく、1697年のライスワイク条約で島の西側3分の1はフランス領とされた。この部分が現在のハイチの国土となる。フランスはここを、フランス領サン＝ドマング (Saint-Domingue) とした。この植民地は、アフリカの奴隷海岸から連行した多くの黒人奴隷を酷使し、主に林業とサトウキビやコーヒーの栽培によって巨万の富を産みだした。

## 黒人反乱と黒人国家の成立
| イスパニョーラ総督トゥーサン・ルーヴェルチュール。優れた戦略でイスパニョーラ島を統一し、自治憲法を制定したが、激怒したナポレオン軍の侵攻とだまし討ちによって捕らえられ、死亡した。 |  | ハイチ帝国の皇帝ジャン＝ジャック・デサリーヌ。ルーヴェルチュールの死後フランス軍を打ち破り、世界初の黒人による共和国を建国した。 |
| イスパニョーラ総督トゥーサン・ルーヴェルチュール。優れた戦略でイスパニョーラ島を統一し、自治憲法を制定したが、激怒したナポレオン軍の侵攻とだまし討ちによって捕らえられ、死亡した。 |  | ハイチ帝国の皇帝ジャン＝ジャック・デサリーヌ。ルーヴェルチュールの死後フランス軍を打ち破り、世界初の黒人による共和国を建国した。 |

1789年からフランス本国では革命が勃発し、サン＝ドマングの黒人奴隷とムラート（混血の自由黒人）たちはその報を受けたヴードゥーの司祭デュティ・ブークマンに率いられ、1791年に蜂起した。
トゥーサン・ルーヴェルチュール、ジャン＝ジャック・デサリーヌ、アンリ・クリストフらに率いられた黒人反乱軍は白人の地主を処刑した後、フランスに宣戦布告したイギリスとスペインが、この地を占領するため派遣した軍を撃退し、サン＝ドマング全土を掌握した。ルーヴェルチュールは1801年に自らを終身総督とするサン＝ドマングの自治憲法を公布し、優れた戦略と現実的な政策により戦乱によって疲弊したハイチを立て直そうとしたが、奴隷制の復活を掲げたナポレオンが本国から派遣したシャルル・ルクレールの軍によって1802年に反乱は鎮圧され、指導者ルーヴェルチュールは逮捕されフランスで獄死した。
ところが、新たな指導者デサリーヌの下で再蜂起した反乱軍は、イギリスの支援を受けて、1803年にフランス軍をサン＝ドマング領内から駆逐した。そして、1804年1月1日に独立を宣言し、ハイチ革命が成功した。
デサリーヌは国名を先住民族タイノ人由来の名であったハイチ（アイチ）に変更し、ナポレオンに倣って皇帝として即位し（ハイチ帝国）、数世紀にわたる蛮行への報復と、黒人の国であるハイチが再び奴隷制に戻ることへの脅威から、残った白人を処刑し、皇帝はハイチを黒人国家であると宣言し、白人が資産や土地を所有することを禁じた。デサリーヌは1805年に憲法を制定したが、北部のアンリ・クリストフと南部のアレクサンドル・ペションらの勢力に圧迫され、1806年に暗殺された。デサリーヌはハイチ建国の父として後の世まで敬愛されている。

## 賠償金の圧迫と国内の混乱

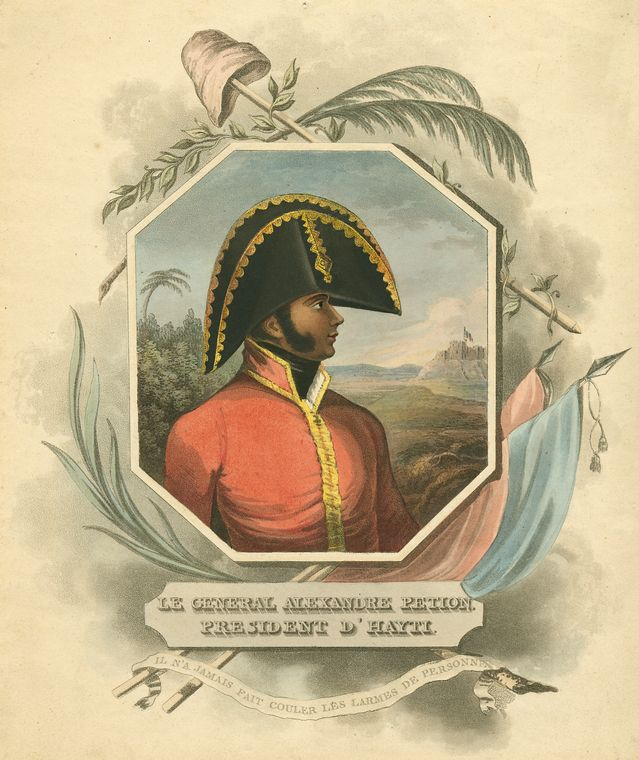
南部の支配者にして初代大統領アレクサンドル・ペション。ベネズエラの奴隷制廃止を条件に、亡命してきた解放者シモン・ボリーバルを物心ともに支援した。ボリーバルはハイチを拠点にベネズエラを解放し、1819年に勅令でベネズエラの部分的奴隷制廃止を宣言した。

この後、クリストフによって世界で初の黒人による共和国、かつラテンアメリカ最初の独立国が誕生し、南北アメリカ大陸の他の植民地の黒人たちや、独立主義者、そしてアメリカ合衆国の黒人奴隷たちを刺激した。
しかし北部のハイチ国（フランス語: État d'Haïti）と南部のハイチ共和国（フランス語: République d'Haïti）との南北共和国に分かれて争い、南部の共和国の事実上の支配者ペションは農地改革でプランテーションを解体し、独立闘争の兵士たちに土地を分け与えた。その結果、たくさんの小農が出現した。この時期に南アメリカの解放者、シモン・ボリーバルがペションの下に亡命している。
一方、中部のハイチ王国（フランス語: Royaume d'Haïti）でクリストフが王政を宣言、圧政を敷いた。住民を酷使して豪華な宮殿（サン・スーシー）や城塞（シタデル・ラフェリエール、フランスの再征服に対処するため）（両方とも世界遺産）を建設させるなどの波乱があったが、1820年クリストフの自殺に伴い南部のペションの後継者、大統領ジャン・ピエール・ボワイエがハイチを再統一した。1821年、イスパニョーラ島の東3分の2（現在のドミニカ共和国）を支配していたスペイン人のクリオージョたちがスペイン人ハイチ共和国（Santo Domingo）の独立を宣言し、コロンビア共和国への編入を求めて内戦に陥ると、1822年1月ハイチは軍を進めてこれを併合し（ハイチ共和国によるスペイン人ハイチ共和国占領）、全島に独裁体制（1822年 - 1844年）を築いた。この時期、ボワイエはフランス艦隊から圧迫を受け、独立時にフランス系植民者たちから接収した農園や奴隷などに対する莫大な「賠償金」を請求された。
ハイチの独立後、独立を承認する国家は存在せず、シモン・ボリーバルが全イスパノアメリカ諸国の連合と同盟を企図して1826年に開催したパナマ議会ではハイチの承認が議題として取り上げられたが、パナマ議会が大失敗に終わったため、大コロンビアとイスパノアメリカ諸国によるハイチの承認はなされなかった。結局ハイチはフランスからの独立の承認を得る代償として賠償金の支払いに応じた。この賠償金は長年借金としてハイチを苦しめることとなった。政府は奴隷制を復活させるなどしたが、経済は貧窮した。
1843年、ボワイエの独裁に対しシャルル・リヴィエール＝エラールが蜂起しボワイエを亡命させる。しかし奴隷制に対する農民反乱や軍人の反乱が続く無政府状態に陥り、1844年にフランスへの賠償金のための重税に苦しんでいた東部のスペイン系住民が、再度ドミニカ共和国としての独立を宣言し、これに敗北して東部を手放すなど、内政混乱が続いた。
この状況を収拾したのは元黒人奴隷で1791年の反乱にも参加した将軍フォースタン＝エリ・スールークであり、大統領に就任したが後に帝政（ハイチ帝国）を宣言し、ファーブル・ジェフラール将軍の蜂起で打倒される1859年まで皇帝フォースタン1世として君臨し、国内に秘密警察の監視網を張り巡らせて圧政を敷き、隣国ドミニカへの侵入を繰り返した。スールークを追放したジェフラールは共和制を復活させたが、フランスに対する巨額の賠償金による経済の崩壊、小作農たちの没落、列強の圧迫、相次ぐ大統領の交代や内戦、国家分裂でハイチは混乱し続けた。しかし、この時期、憲法はよりよく機能するよう何度も改正され、後の安定の時期を用意した。

## 米国による占領
1870年代末以降、まだ国家分裂や反乱は続いたが、ハイチは近代化への道を歩み始め砂糖貿易などで経済が発展し始めた。しかしフランスへの賠償金は完済せず、近代化のための借金も膨らみハイチの財政を圧迫した。またドイツによる干渉とハイチ占領・植民地化の試みも繰り返されたため、カリブを裏庭とみなすアメリカの警戒を呼び、1915年、アメリカは債務返済を口実に海兵隊を上陸させハイチを占領、シャルルマーニュ・ペラルト将軍などが海兵隊と戦ったが敗れ、数十万人のハイチ人がキューバやドミニカ共和国に亡命した。アメリカ軍は1934年まで軍政を続け、この間、合衆国をモデルにした憲法の導入、分裂を繰り返さないための権力と産業の首都への集中、軍隊の訓練などを行ったが、これは現在に続く地方の衰退や、後に軍事独裁を敷く軍部の強化といった負の側面も残した。またハイチの対外財政は1947年までアメリカが管理し続けた。
1934年には世界恐慌の影響や、ニカラグアでのサンディーノ軍への苦戦などもあって、ルーズベルト合衆国大統領の善隣政策により、ハイチからも海兵隊が撤退することになった。アメリカ占領以降、数人のムラートの大統領が共和制の下で交代したが経済苦境は続き、1946年にはクーデターが起こりデュマルセ・エスティメが久々の黒人大統領となった。社会保障や労働政策の改善、多数派黒人の政治的自由の拡大など様々な進歩的な改革を行おうとした。また国際協力の重要性、観光の振興、ハイチ文化の宣揚などを目的に、1949年から1950年にかけて、ポルトープランス万国博覧会を巨費を投じて開催している。
黒人側に立った改革がムラートと黒人との対立など国内混乱を招き、万博の巨額の費用はスキャンダルとなった。1950年にエスティメが憲法を改正して再選を図ろうとしたため、ムラート層や黒人エリートらがクーデターを起こし、黒人エリート軍人のポール・マグロワールによる軍事政権が誕生した。彼の時代、経済はコーヒーやアメリカからの観光などの景気で一時活況を呈したが、またも再選を図ろうとしたことをきっかけに全土でゼネラル・ストライキが起こり、混乱する中1956年末に彼はクーデターで打倒された。

## デュヴァリエ親子による独裁

デュヴァリエ父子政権下のハイチ国旗

1957年、クーデターで誕生した軍事独裁政権下で、民政移管と大統領選出をめぐりゼネストやクーデター（July 1958 Haitian coup attempt）が繰り返され政治は混乱したが、9月に行われた総選挙をきっかけに、黒人多数派を代表する医師でポピュリスト政治家のフランソワ・デュヴァリエが大統領に就任した。彼は福祉に長年かかわり保健関係の閣僚も歴任し、当初は「パパ・ドク」と親しまれた。
翌1958年からデュヴァリエは突然独裁者に転じ、国家財政などを私物化し、ブードゥー教を個人崇拝に利用して自らを神格化することで当時北半球最悪と呼ばれた独裁体制を誕生させた。デュヴァリエは戒厳令を敷いて言論や反対派を弾圧。秘密警察トントン・マクートを発足させ多くの国民を逮捕、拷問、殺害した。1971年にデュヴァリエは死亡し、息子の19歳のジャン＝クロード・デュヴァリエ（「ベビー・ドク」）が世界最年少の大統領に就いた。財政破綻による軍事クーデターでデュヴァリエ家が追われる1986年までの長期にわたり、トントン・マクートの暗躍する暗黒時代が続いた。
同時期の政権内部は腐敗が続いた。1976年のアメリカ合衆国議会上下院合同経済委員会では、ハイチへ進出したアメリカ企業の社長が賄賂を要求された様子を証言。政府関係者への賄賂を断ると社長が乗っていた車に黒づくめの男が突然乗り込み、「大統領官邸から来た」と名乗った上でハイチの軍人、警察の遺族年金に拠出を求めてきたという。

## デュヴァリエ以降

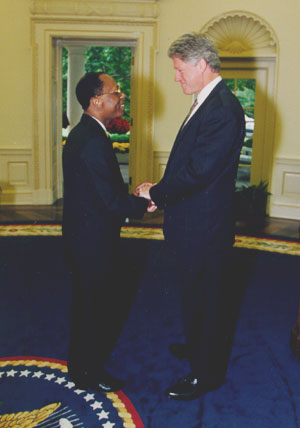
ビル・クリントン米大統領と握手するアリスティド大統領。（1994年10月14日）

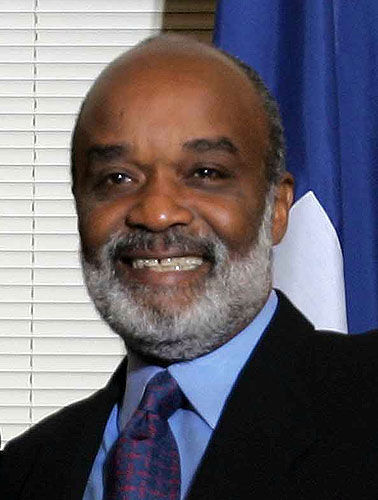
ルネ・ガルシア・プレヴァル大統領。（2006年3月11日）

1987年に新憲法が制定され、民主的選挙によって選出された左派のアリスティドが1991年に大統領に就任。しかし、同年9月のラウル・セドラ将軍による軍事クーデター（1991 Haitian coup d'état）により、アリスティドは亡命。アリスティド支持派はハイチの進歩と発展のための戦線により多数殺害された。軍事政権は、国連（国際連合ハイチ・ミッション）及びアメリカ合衆国の働きかけ、経済制裁などの圧力、更に軍事行動を受けた結果、政権を返上。セドラ将軍は下野し、アリスティドは1994年に大統領に復帰した。1996年、アリスティド派のルネ・ガルシア・プレヴァルが新大統領になり、2001年には、再びアリスティドが大統領となった。
2004年2月5日「ハイチ解放再建革命戦線}」が北部の町ゴナイーヴで蜂起し、武力衝突が発生した（ハイチ・クーデター）。1994年以降に国軍の解体が進められていたこともあり、反政府武装勢力に対し政府側は武力で十分な抵抗することは出来なかった。2月29日、アリスティド大統領は辞任して隣国ドミニカへ出国し、中央アフリカ共和国に亡命、同国においてフランス軍の保護下に入った（この顛末については、ジョージ・W・ブッシュ政権下のアメリカの関与も指摘されている）。アレクサンドル最高裁長官が1987年の憲法の規定に従って暫定大統領になった。三者評議会は直ちに賢人会議を立ち上げ、長く国連事務局にあったラトルチュを首相に指名、組閣が行われた。一連の動きに対し国連は臨時大統領アレクサンドルの要請に基づき多国籍暫定軍(MIF)の現地展開を承認し、3月1日には主力のアメリカ軍がハイチに上陸した（Operation Secure Tomorrow）。4月20日には安保理決議1542号が採択され、MIFの後続としてブラジル陸軍を主力とする国際連合ハイチ安定化ミッション（MINUSTAH）を設立、治安回復などを図ることとなった。
2006年2月に大統領選挙が行われ、再びアリスティド派のルネ・ガルシア・プレヴァルが51%の得票率で当選し、5月に大統領に就任した。

### ハイチ大地震

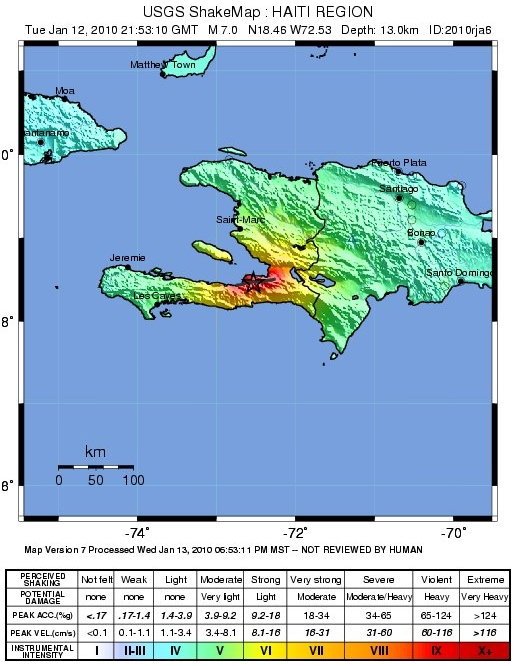
ハイチ大地震 (USGSによる震源)

2010年にマグニチュード7.0の大地震が発生し、ポルトープランスを中心に甚大な被害が生じた。地震の規模の大きさやハイチの政情不安定に起因する社会基盤の脆弱さが相俟ち、死者が31万6千人程に及ぶなど、単一の地震災害としては2004年のスマトラ島沖地震に匹敵する、現代では空前の大規模なものとなった。更に追い打ちをかけるようにコレラが大流行し、多数の死者が出た。地震を機にMINUSTAHの陣容は増強され、2011年時点も活動中である。
2010年11月にはプレヴァルの後任を決める大統領選挙が実施されたが、選挙にまつわる不正疑惑から暴動が発生、翌年3月にようやく決選投票が実施された。決選投票の結果、ポピュラー歌手出身のミシェル・マテリが大統領に選出された。民選大統領の後継を同じく民選大統領が務めるのは、ハイチの歴史上初めてのことである。

### 国連平和維持軍の撤退と治安の悪化
2017年10月に国際連合ハイチ安定化ミッションを終了し、アリスティド追放以来駐留していた国連平和維持軍が撤退。これにより治安が再び悪化。首都ポルトープランスでもギャングが徘徊し、民家に押し入って乱暴し、たまりかねた市民が区役所の中庭などに避難する事態となった。ギャングたちは市内で我が物顔に行動しており、公式には否定されているものの、政権及び反政権の政治家との癒着が噂されている。
2020年にはギャングによる誘拐事件が日常茶飯事となり、国連の発表では前年比3倍に当たる234件が発生。しかしポルトープランスに拠点を置く人権保護団体の見解によれば、実数は796件に及ぶ。
2021年7月7日、ジョブネル・モイーズ大統領が自宅で正体不明の奇襲部隊に暗殺された（ジョブネル・モイーズ暗殺事件）。全権を掌握したクロード・ジョセフ暫定首相が同日、声明で明らかにした。事件を受け、全土に戒厳令が宣言された。
2021年8月14日、大統領暗殺で混乱が続く中、マグニチュード7.2の大地震が発生し、1200人以上が死亡する被害をもたらした。
2023年になると国内の治安の悪化は一層深刻さを増し、首都ポルトープランスの大半がギャングに支配され、約20万人の住民が避難を強いられる状況となった。ハイチのアンリ首相は、国連に対して多国籍軍の派遣を要請。グテーレス事務総長も賛成する以降を示したことにより、同年10月2日、国連安全保障理事会においてハイチの治安回復に向けた多国籍部隊の派遣を承認する決議案が採択された。多国籍部隊、既に約1000人の警察官を派遣しているケニアが主導することとし、同じカリブ海のアンティグア・バーブーダ、バハマ、ジャマイカが参加する意向を示した。